# Julieta Díaz
Julieta Díaz (Buenos Aires, 9 settembre 1977) è un'attrice argentina.

## Biografia
Figlia dell'attore Ricardo Díaz Mourelle, intraprende il mestiere del padre seguendo corsi di recitazione nelle accademie. Debutta a teatro negli anni novanta, e dopo poco approda alla televisione. 
Ottiene il successo con la partecipazione alla serie televisiva Campeones de la vida, che viene confermato nel 2002 nel ruolo di protagonista nella serie poliziesca 099 central. Per questa interpretazione ottiene il Premio Clarín quale migliore attrice televisiva argentina dell'anno.

## Filmografia

### Cinema
- Rockabilly, regia di Sebastián De Caro (2000)
- Lobos marinos, regia di Matías Guitler - cortometraggio (2000)
- Herencia, regia di Paula Hernández (2001)
- Déjala correr, regia di Alberto Lecchi (2001)
- Derecho de familia, regia di Daniel Burman (2006)
- Muñequita, regia di Silvana Lopa e Brenda Urlacher - cortometraggio (2006)
- Maradona - La mano de Dios, regia di Marco Risi (2007)
- La señal, regia di Ricardo Darín e Martín Hodara (2007)
- Mexican Standoff, regia di Jorge Ramirez Rivera (2008)
- Negro Buenos Aires, regia di Ramon Térmens (2009)
- Juan y Eva, regia di Paula de Luque (2011)
- 2 + 2, regia di Diego Kaplan (2012)
- Corazón de León , regia di Marcos Carnevale (2013)
- Refugiado, regia di Diego Lerman (2014)
- El espejo de los otros, regia di Marcos Carnevale (2015)
- Me casé con un boludo, regia di Juan Taratuto (2016)
- El Fútbol o yo, regia di Marcos Carnevale (2017)
- No soy tu mami, regia di Marcos Carnevale (2019)
- La forma de las horas, regia di Paula de Luque (2019)
- Asfixiados, regia di Luciano Podcaminsky (2023)
- No Me Rompan, regia di Azul Lombardía (2023)
- Il cuore lo sa (Corazón delator), regia di Marcos Carnevale (2025)

### Televisione
- Carola Casini (1997)
- Gasoleros (1998)
- Bajamar, la costa del silencio (1998)
- Campeones de la vida (1999)
- Ilusiones (2000)
- 099 central (2002)
- Soy gitano (2003)
- Locas de amor (2004)
- Botines (2005)
- Mujeres asesinas (episodio: "Ana María Gómez Tejerina, asesina obstinada") (2005)
- Valientes (2009)
- Lo que el tiempo nos dejó (2010)
- Cuando me sonreís (2011)
- Silencios de familia (2016)

## Riconoscimenti
- Premio Clarín
  - 2002 - Migliore attrice per 099 Central
  - 2004 - Migliore attrice per Locas de amor

- Premio Martín Fierro
  - 2002 - Migliore attrice per 099 Central
  - 2004 - Migliore attrice per Locas de amor

- Condor d'argento
  - 2003 - Migliore attrice non protagonista per Herencia